# Tore Forsman
Tore Forsman, född 13 februari 1910 i Stockholm, död 17 november 2007, var en svensk arkitekt.

## Biografi
Forsman utexaminerades från Kungliga Tekniska högskolan 1933 och från Kungliga Konsthögskolan 1946. Forsman arbetade som stadsarkitekt i Tyresö kommun. Under sin tid i Tyresö ritade han bland annat bostadshus vid Alléplan, även känt som Trollbäckens Centrum. Forsman bedrev även egen verksamhet tillsammans med Ulf Snellman. Tillsammans med Snellman ritade Forsman två kommunalhus, ett för Sollentuna köping 1946 och det andra för Sollentuna kommun 1974. 

## Verk i urval
- Turebergshuset, Sollentuna kommun[2]
- Stadsplaner i Stensö- och Fisksätraområdena, Nacka kommun.[3]
- Fisksätra kyrka
- Sivia torg, Uppsala

## Galleri

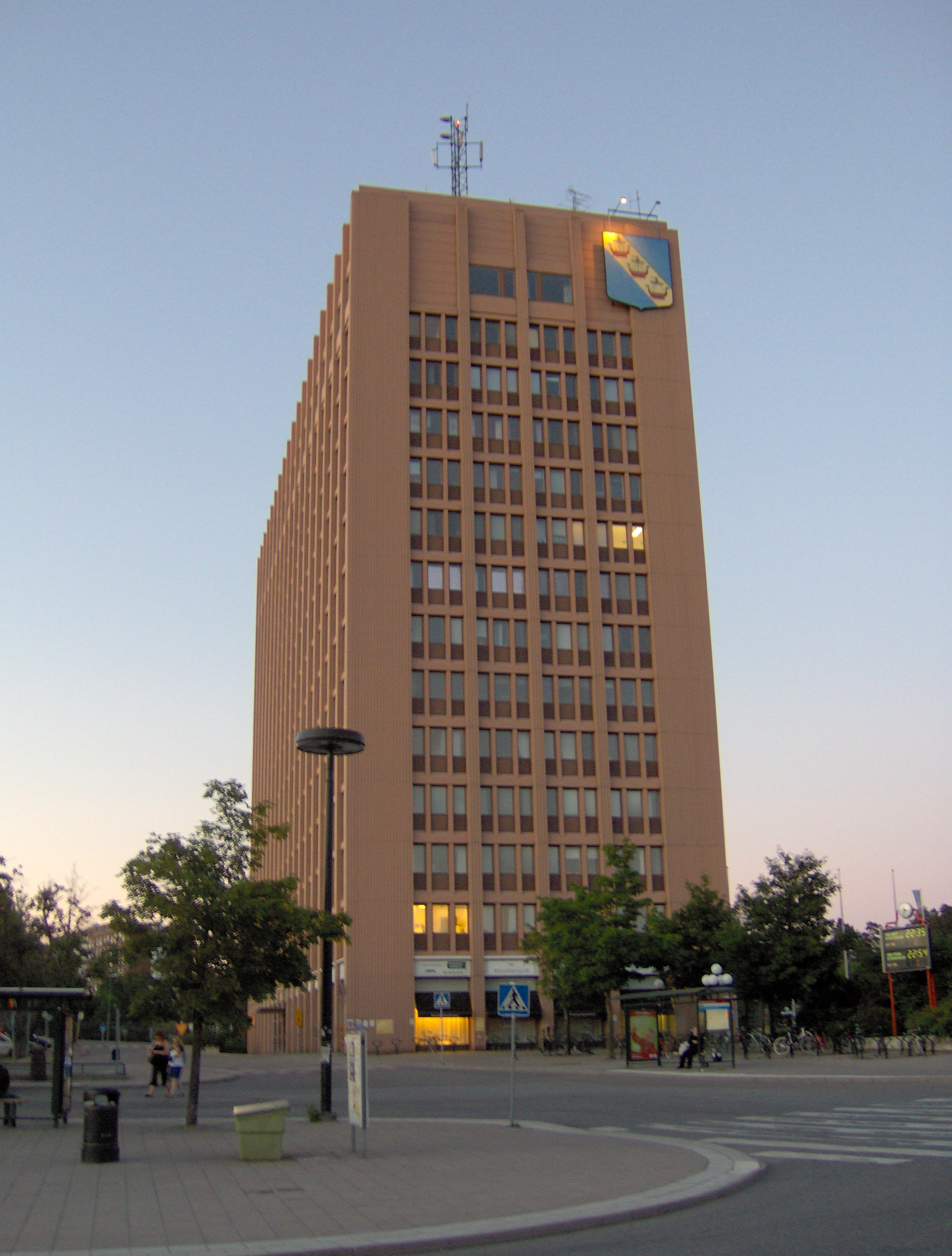
Turebergshuset, tillsammans med Ulf Snellman
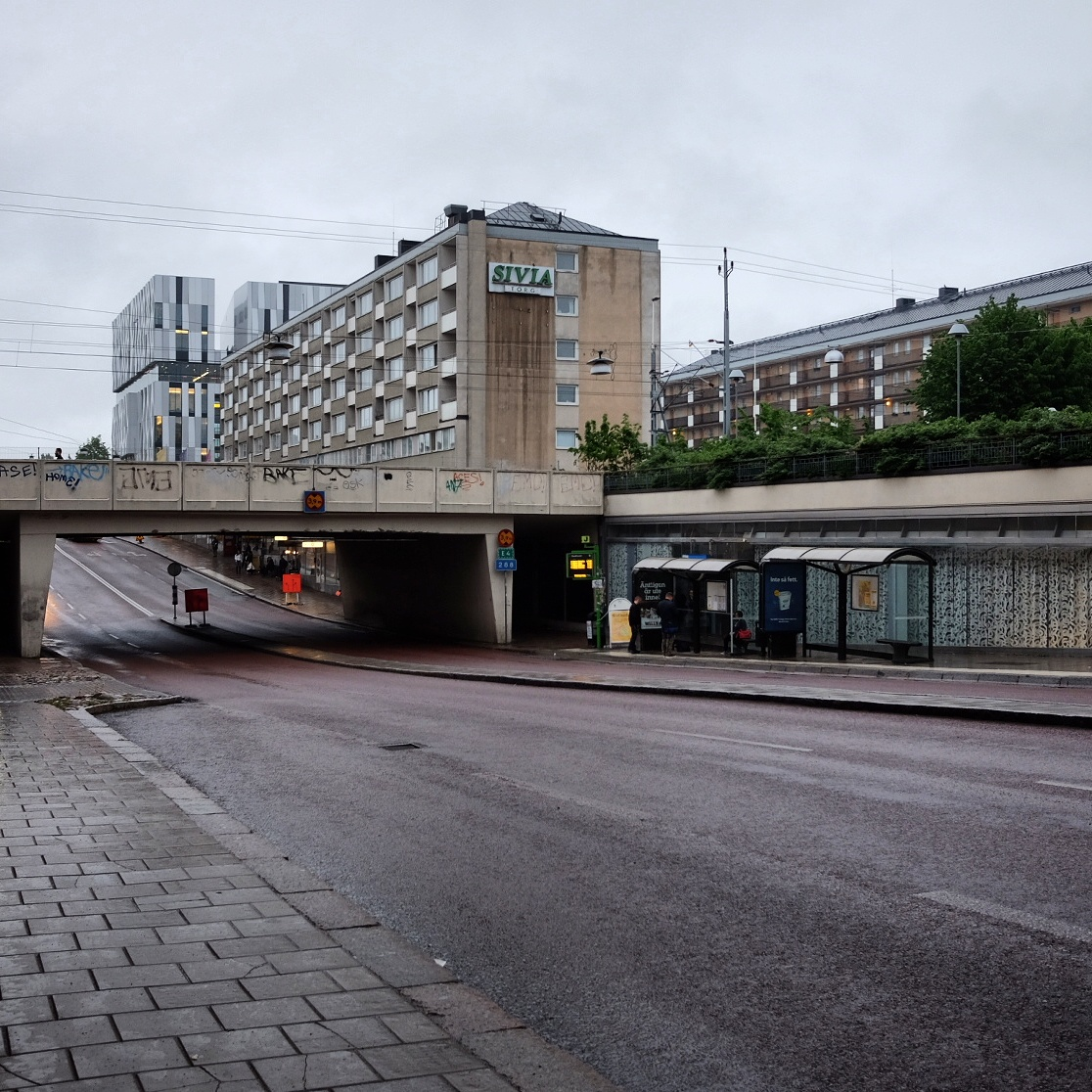
Kvarteret Siv, Uppsala, mellan järnvägsviadukten och Uppsala Konsert & Kongress, tillsammans med Ulf Snellman.
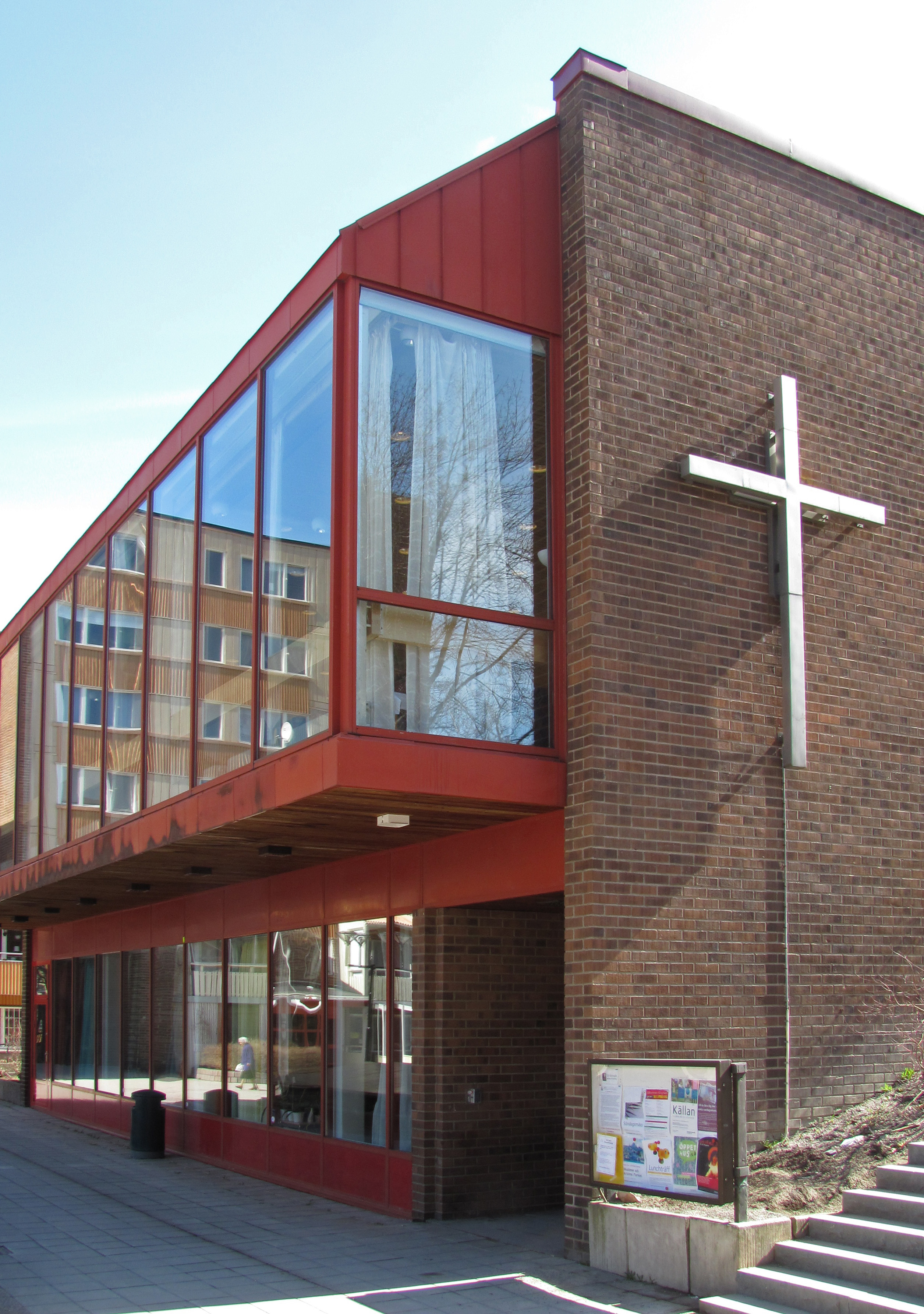
Fisksätra kyrka, tillsammans med Ulf Snellman
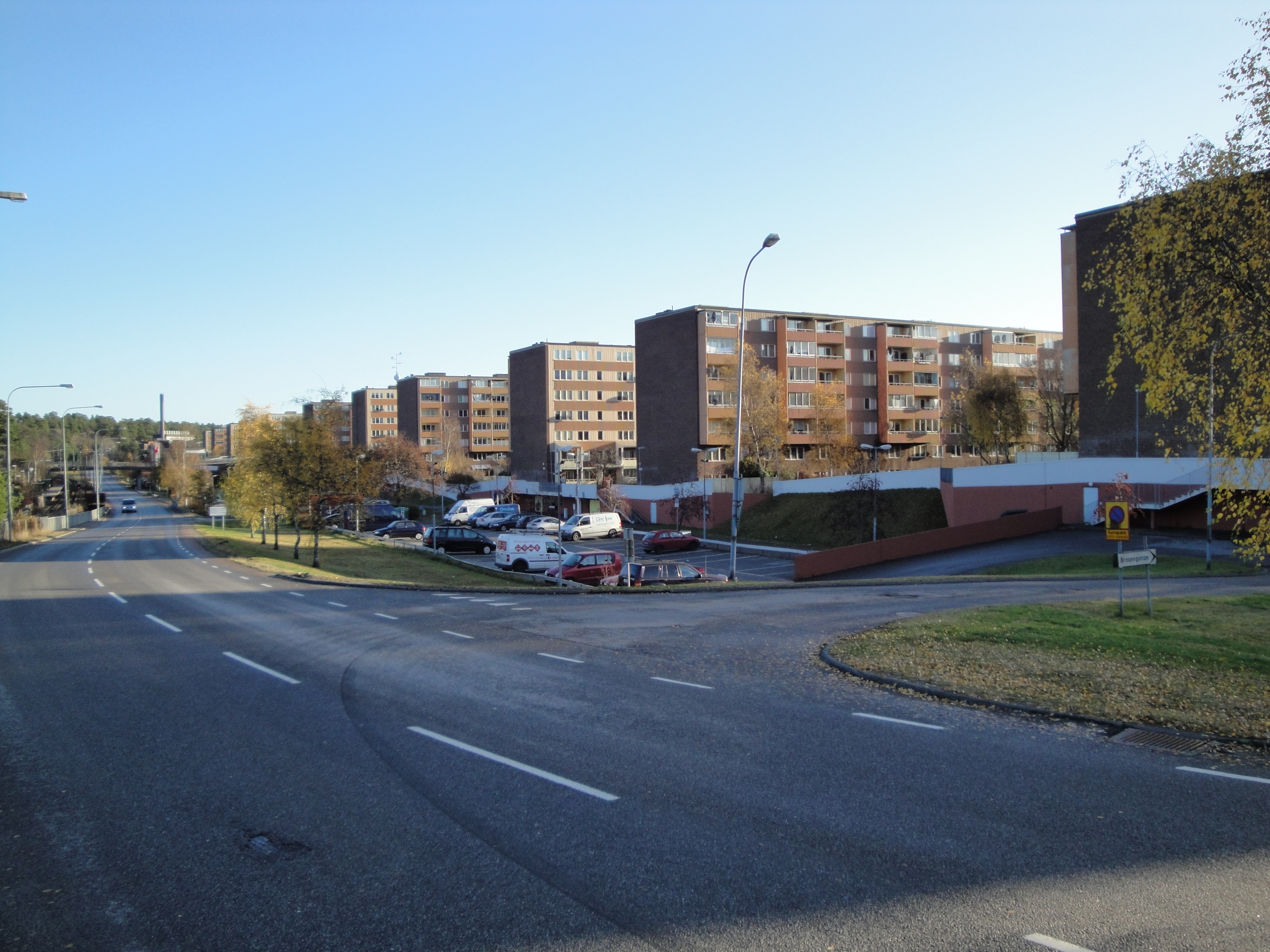
Stadsplan för Fisksätra
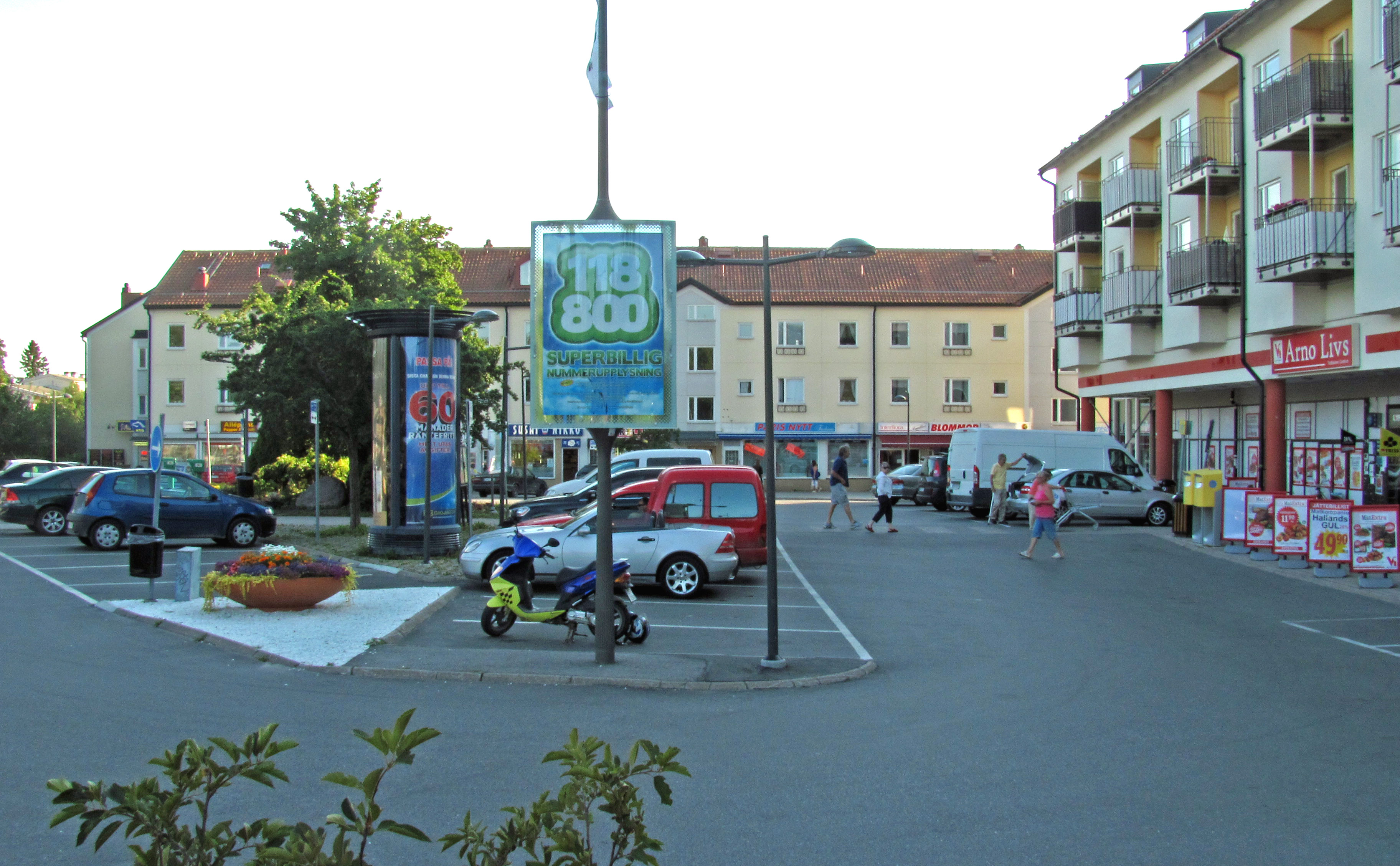
Alléplan i Tyresö